# Jogo para celular
Jogos para celular / jogos para telemóvel são jogos electrónicos projetados para telefones celulares.

## História

### Jogos para calculadoras

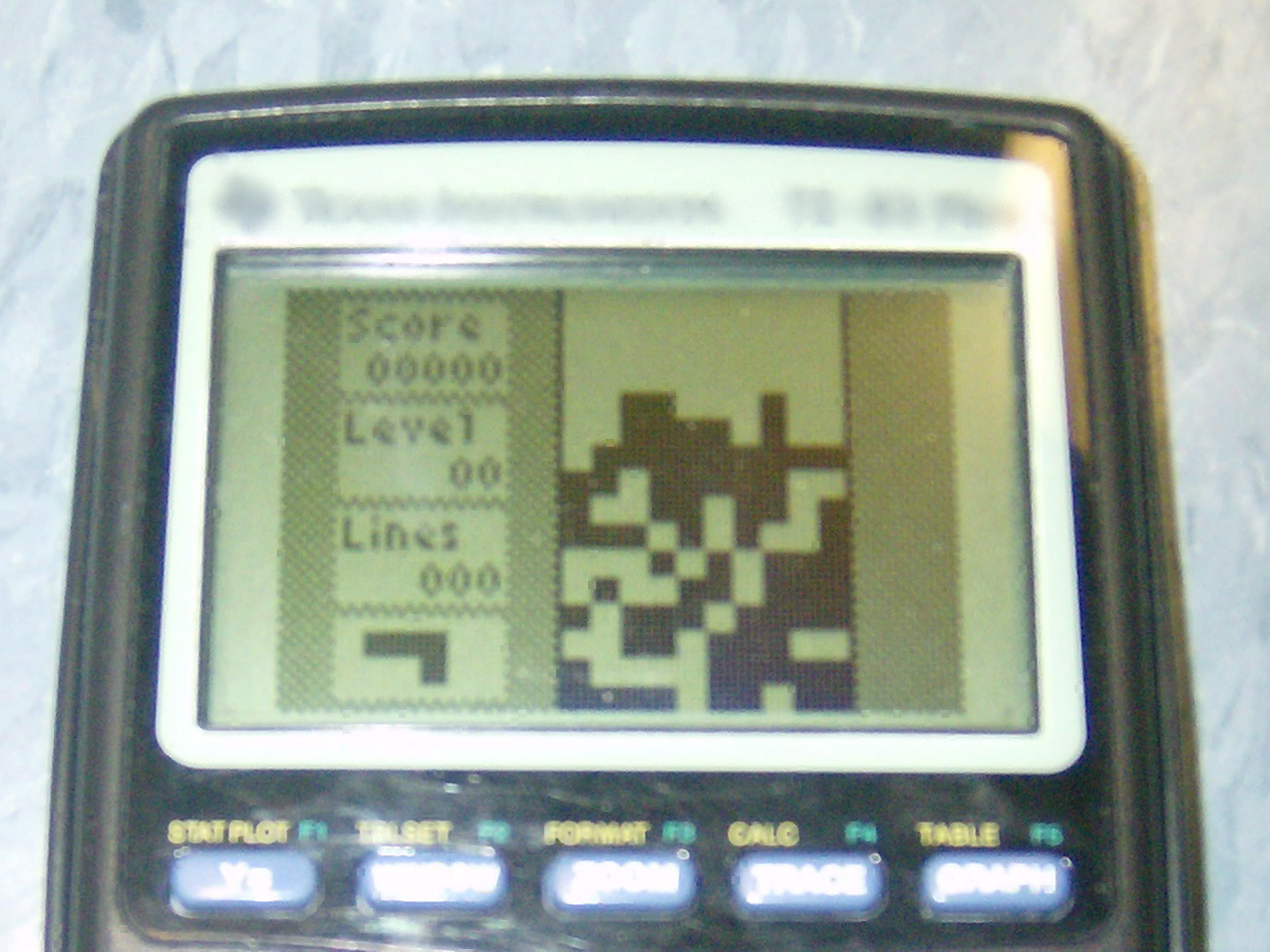
Tetris para a calculadora TI-83 Plus.

Os primeiros jogos de plataforma móveis começaram com calculadoras gráficas programáveis na década de 1990, muitos desses jogos eram feitos por hobbystas e em atividades escolares.

### Celulares
A primeira geração de jogos para celulares vinha pré-instalada nos aparelhos. O primeiro jogo que foi pré-instalado em um telefone móvel foi o da Serpente, selecionado em modelos da Nokia em 1997. Depois surgiram, gratuitamente, Tetris e Memória.

### Java

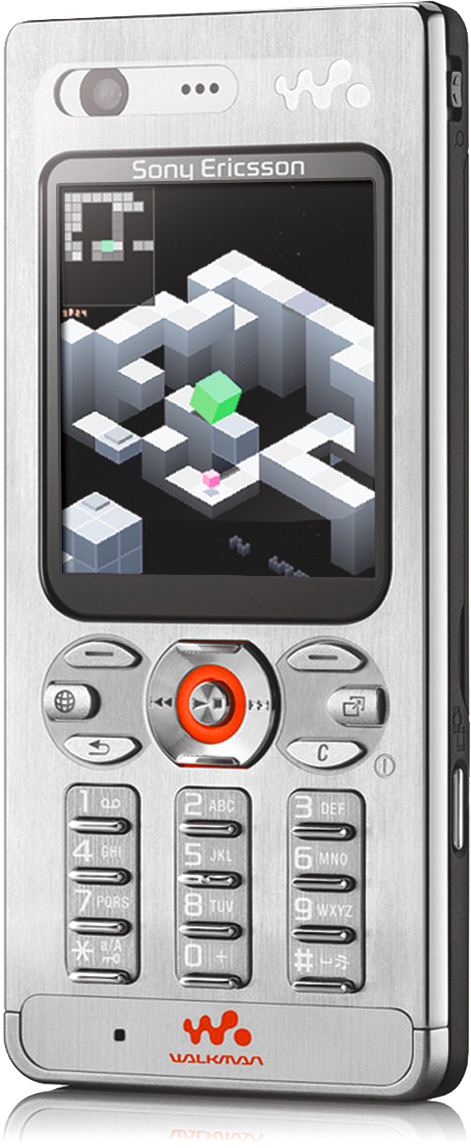
Jogo em Java.

A plataforma Java (J2ME) foi a responsável pelas primeiras vendas de jogos em dispositivos móveis. A grande vantagem da plataforma era a possibilidade de se produzir o jogo com um único código que pudesse rodar em vários celulares. Muitos pequenos desenvolvedores da plataforma surgiram, sendo vários deles comprados por grandes desenvolvedores e incorporados às suas empresas. A segunda versão do J2ME incluía também gráficos 3D, porém não acelerados por hardware.

### Smartphones

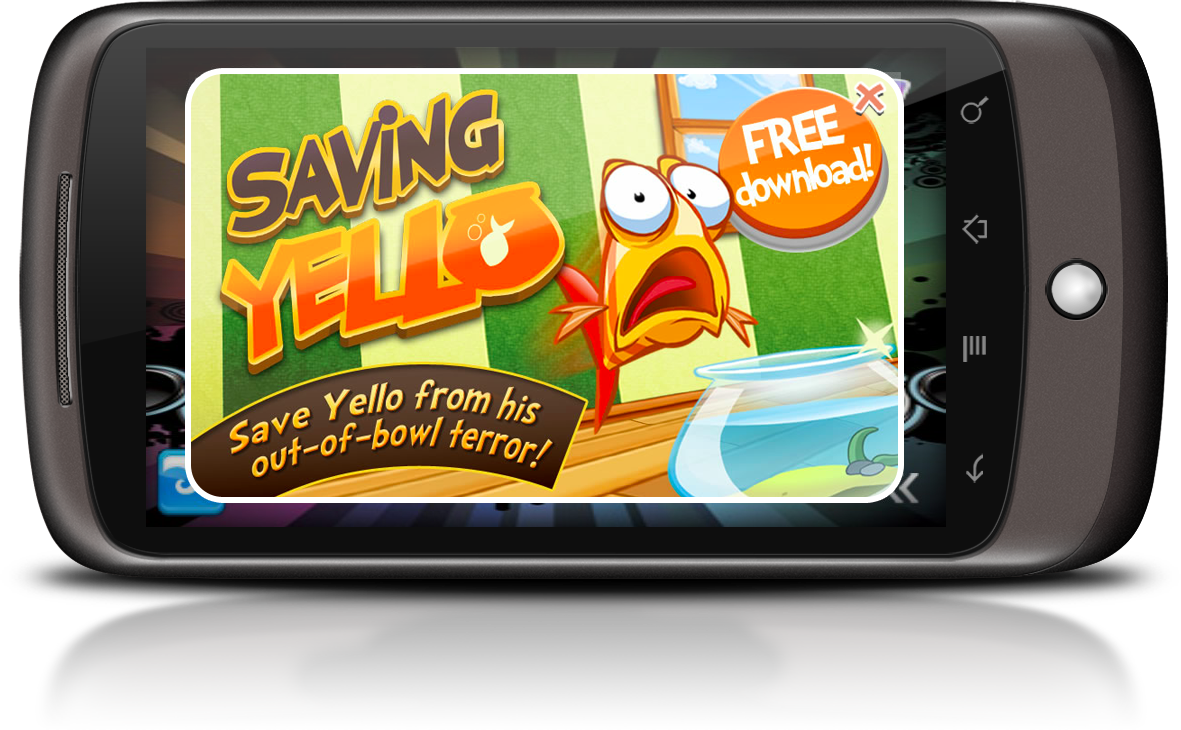
Jogo para smartphone.

A geração atual de jogos móveis foi introduzida com o lançamento do iPhone, que inovou os smartphones com a ausência de botões. A inclusão de tela touchscreen e do acelerômetro mudaram drasticamente a jogabilidade nos dispositivos móveis.
As plataformas atuais permitem o suporte da aceleração por hardware, proporcionando bons gráficos 3D para os dispositivos, a inclusão de controles físicos para os jogos e a exibição do conteúdo na tela das televisões.

## Vendas
Em 2017, os jogos para celular alcançaram o montante de $59,2 bilhões de dólares arrecadados entre vendas e compras dentro dos aplicativos, contra $33 bilhões de dólares com jogos para PC e $8.3 bilhões de dólares de venda de jogos para consoles.